# Persay Elek
Persai Persay Elek Sándor (Cegléd, 1856. december 20. – Cegléd, 1908. november 10.), ceglédi gyógyszertártulajdonos, Cegléd város tanácsosa, a római katolikus egyháztanács tagja, a Ceglédi Népbank igazgatósági tagja, megyebizottsági tag, virilista.

## Családja és származása

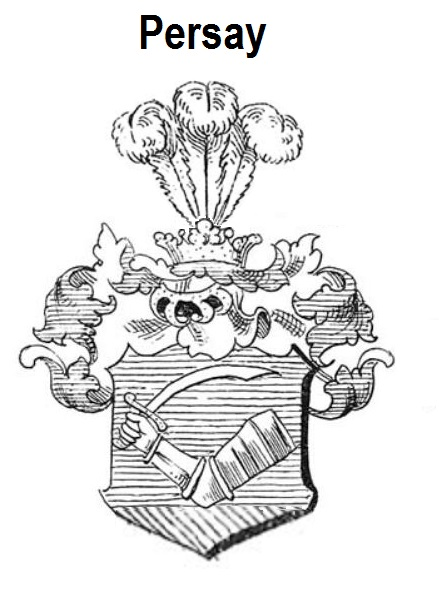
A Persay család címere (rajz)

A Pest-Pilis-Solt-Kiskun vármegyei nemesi származású persai Persay család sarja. Édesapja persai Persay Sándor (1818–1885), ceglédi gyógyszerész, édesanyja Rigler Anna Terézia (1827–1876) volt. Apai nagyszülei az abonyi születésű persai Persay Sándor (1788–1850), abonyi uradalmi ispán és a törteli születésű brezányi Brezányi Zsuzsanna (1788–1830) asszony voltak. Persay Ferencnek három leány- és egy fiútestvére volt: Hudák Antalné Persay Ilona (1858–1922), Röck Gyula ügyvédné, majd Badeskó Dániel alezredesné Persay Róza (1860–1945), nemes Dobos János ceglédi levéltárnokné Persay Anna (1859–1915), és dr. Persay Ferenc (1854–1937), Bars vármegye alispánja, tiszti főügyésze, jogász. Persay Elek nagybátyja persai Persay János (1813–1870), áporkai földbirtokos; unokatestvére, az előbbinek a fia, persai Persay Gyula (1855–1924), novai gyógyszerész, Zala megyebizottsági tag, birtokos, "Nova és Vidéke Takarékpénztár Részvénytársaság" vezérigazgatója volt.

## Élete
Persay Elek a gyógyszerészi tanulmányait a Budapesti Királyi Magyar Tudomány-Egyetemen végezte 1877–ben. 1896-ban megkapta az engedélyt, hogy Cegléd harmadik gyógyszertárát megnyithassa; ekkor jött létre a ceglédi "Megváltó" nevű gyógyszertár.
Persay Elek az 1883-ban alapított Ceglédi népbank igazgatósági tagja volt létrehozásától egészen haláláig 1908-ig. 1901. január 6-án a ceglédi Kereskedelmi Kör tartotta meg az alapító és tisztújító gyűlését; ekkor Persay Eleket igazgatóság választmányi taggá választották Kossuth Ferenccel és több más városi előkelő személyiséggel együtt. 1906. augusztus 2-án Persay Eleket tiszteletbeli tanácsnokká választotta a városi képviselőtestület.
A ceglédi Persay Elek féle gyógyszertár halála után, 1908-ben unokaöccse nemes Dobos György kezébe került, aki 1915-ig üzemeltette. Dobos György, Dobos Jánosnak és Persay Annának a fia volt, és egyben az apai nagyapja, nemes Dobos János (1804–1887) ceglédi református lelkész volt. Persay Elek nőtlen gyermekek nélkül Cegléden, 1908. november 10-én hunyt el.